# 口羽通良
口羽通良（日语：／ Kuchiba Michiyoshi，1513年—1582年8月16日、永正十年—天正十年七月廿八日），日本戰國時代至安土桃山時代之武將，毛利氏家臣。
通良之父為志道廣良 ，廣良曾任毛利氏政務之執政。正室為福原廣俊之女；其子有口羽廣通以及口羽春良 。通良先後仕奉毛利元就、毛利隆元以及毛利輝元三代領主，至輝元一代，更與吉川元春、小早川隆景、福原貞俊並列，獲稱「御四人」之一，為毛利政權的中樞人物之一。
其初姓「志道」，後來受封石見國邑智郡口羽村（即今島根縣邑智郡邑南町之上口羽、下口羽地區），並以當地之琵琶甲城為居城，遂取地名為氏，改稱「口羽」:259。

## 生平
永正十年（1513年），通良作為志道廣良之子誕生。另有一說認為其為志道元良之次子:259，然元良早於明應九年（1500年）逝世，該說存疑。
通良自幼即侍奉毛利元就，為其早年近侍之一。天文三年（1534年），因塩冶興久之處遇問題致使毛利氏與尼子氏關係惡化，元就遂命通良接近備後國的國人領主山內直通，以圖構築新勢力聯繫。通良奉命與山內氏締結親交，並多次向直通請求賜予偏諱，終獲「通」字，自此改名為「通良」:87。
天文九年（1540年）至翌年十年（1541年）期間，吉田郡山城之戰爆發，通良與其父廣良以及桂元澄等人一同堅守郡山城，作為毛利元就的幕僚參與軍事策劃，展現其忠誠與軍事才幹:99。
天文十九年（1550年）七月十二日至十三日之間，毛利元就對安藝井上氏進行肅清。隨後的七月二十日，毛利氏家臣團共238人聯名簽署起請文，誓言忠誠於毛利氏。在此起請文中，通良以「志道刑部太輔通良」之名列於第29位署名，顯示其在毛利家中地位已日益重要。
弘治三年（1557年）十二月二日，在毛利氏完成對周防、長門兩國的經略之後（防長經略），家中重臣共計239人聯署起請文，誓言禁止軍隊擾民與擅自撤退。當中，通良以「志道刑部太輔」之名列第3位簽署，地位之高可見一斑。
同年七月一日，其父廣良逝世。雖志道氏家督之位由其甥志道元保繼承，然通良亦自此時起更受重用:259。
永祿五年（1562年），通良與歸順毛利氏的赤穴盛清之重臣來嶋清行互訂起請文，以示信義。其後於元龜元年（1570年），又與吉川元春聯名，向毛利元就與毛利輝元舉薦出雲國湯原氏的軍功。通良主要輔佐吉川元春，參與山陰地方的平定與治理，負責軍政要務，為毛利氏擴張勢力的重要支柱之一:259。
元龜二年（1571年）六月十四日，毛利元就逝世。其後，通良轉而輔佐毛利輝元，與吉川元春、小早川隆景、福原貞俊共組「御四人」體制，成為支撐毛利政權的中樞之一:259。通良擅長政務，行政能力尤為出眾，故亦被後世譽為「名家老」。
元龜三年（1572年），毛利氏制定家中法度《毛利氏掟》時，輝元所命各條文即由「御四人」連名頒布，傳達予年寄眾與奉行眾，顯示通良在政務中的核心地位:259。
天正十年（1582年）七月二十八日，通良逝世，享年70歲:259。其肖像畫至今仍存於島根縣邑智郡邑南町下口羽之吉祥山延命寺。此外，在遷移其原葬於宗林寺之墓所時，曾出土古錢、刀劍等文物。

## 出處
1. ↑  近世防長諸家系図綜覧（1980）P.149
2. ↑  近世防長諸家系図綜覧（1980）P.252
3. 1 2 3 4 5 6 7  舘鼻誠. . 』新人物往来社. 1996.
4. ↑  『閥閲録』卷32「口羽衛士」
5. ↑  近世防長諸家系図綜覧（1980）P.149
6. 1 2  三卿伝編纂所編、渡辺世祐監修. . マツノ書店. 1984.
7. ↑  『毛利家文書』第401号
8. ↑  『毛利家文書』第402号